# San Filippo apostolo (Dürer)
San Filippo apostolo è un dipinto a olio su tavola (45x38 cm) di Albrecht Dürer, siglato e datato 1516, e conservato nella Galleria degli Uffizi a Firenze. Vi si legge l'iscrizione "SANCTE PHILIPPE ORATE PRONOBIS 1516 AD".

## Storia e descrizione
Una testa di apostolo datata 1518 è citata nella collezione Imhoff a Norimberga, mentre un'altra si sa che venne messa in vendita da un antiquario all'inizio del XVII secolo. Ciò ha fatto pensare che esistesse in origine una serie o un progetto per dodici teste di Apostoli, forse realizzato solo in parte.
Negli Uffizi si conserva anche un San Giacomo apostolo. La figura affiora dallo sfondo scuro compiendo una torsione delle spalle, verso destra, e della testa verso sinistra. Grande cura è legata alla resa dei dettagli minuti come i solchi dell'età e i riccioli della barba, trattati con un procedimenti tipico di Dürer che tratteggiava le lumeggiature pelo per pelo, capello per capello, dando un effetto di particolare splendore e lucentezza, ma anche di estrema morbidezza. L'espressione è corrucciata e pensierosa, con le sopracciglia aggrottate, il labbro superiore alzato, le narici dilatate.